# Niklaus Wirth
Niklaus Wirth (n. 15 februarie 1934, Winterthur, cantonul Zürich, Elveția – d. 1 ianuarie 2024, Zürich, cantonul Zürich, Elveția) a fost un informatician elvețian cunoscut ca inventator al mai multor limbaje de programare, printre care și limbajul de programare Pascal. În 1984, a primit din partea ACM Premiul Turing.

## Biografie
Niklaus Wirth s-a născut în februarie 1934 la Winterthur, Elveția. A primit certificatul de inginerie electronică de la Universitatea Federală de Tehnologie din Elveția (ETH), în Zürich, în anul 1959, un master (M. Sc.) de la Universitatea Laval, Canada, în anul 1960 și o diplomă de doctorat (Ph. D.) de la Universitatea din California la Berkeley, în anul 1963. A fost Profesor Asistent la catedra de Științele Calculatoarelor, la Universitatea Stanford între anii 1963 și 1967, și apoi la Universitatea din Zürich. În anul 1968 a lucrat timp de doi ani ca Profesor de Informatică la ETH Zürich, retrăgându-se temporar de la Xerox PARC, în California, și este retras din activitate din aprilie 1999.
Nicklaus Wirth a primit Premiul Turing din partea ACM, în anul 1984 pentru dezvoltarea unei serii de limbaje de programare inovative, EULER, ALGOL-W, MODULA și PASCAL. PASCAL a devenit important din punct de vedere pedagogic și a constituit fundația pentru alte limbaje de programare, sisteme și cercetari.

## Cariera de profesor
Wirth a devenit profesor la ETH, în 1968. În 1970, el și colegul său C. A. Zehnder, au prezentat o propunere pentru introducerea științei calculatoarelor ca disciplină academică independentă. O a doua încercare a eșuat, în 1974. În 1981 s-a înființat un nou departament, Wirth devenind șeful acestuia din 1982 până în 1984, și din nou din 1988 până în 1990.
Între timp, cursurile de știința calculatoarelor continuau să fie predate, în primul rând, studenților de la matematică și de la inginerie electrică. Wirth a avut o influență puternică asupra conținutului cursurilor introductive și a dat forma la multe din cursurile avansate. De multe ori materialul său a fost condensat în cărți care au fost traduse în mai multe limbi: Programare sistematizată (en: Systematic Programming 1972), Structuri de date și algoritmi (en: Algorithms and Data Structures 1975), Construcția compilatoarelor (en: Compiler Construction 1976). De asemeni cărțile sale Pascal - Manual de utilizare (en: Pascal - User manual and report 1974), Programarea în Modula-2 (en: Programming in Modula-2 1982), Programarea în Oberon (en: Programming in Oberon 1992) și Proiectul Oberon (en: Project Oberon 1993) sunt larg răspândite și citite.